# The Miracle (of Joey Ramone)
«The Miracle (of Joey Ramone)» es el tema que abre el decimotercer álbum de estudio de la banda de rock irlandesa U2, Songs of Innocence, y fue lanzado como primer sencillo del mismo.

## Letra
El tema versa sobre la experiencia que tuvo Bono  cuando, siendo adolescente, escuchó en concierto a Los Ramones por primera vez. Aquello significó para él una fuente de inspiración: no del todo contento con su propia voz por considerarla demasiado aguda para lo que se estilaba entonces en el panorama del rock, al escuchar a Joey Ramone se dio cuenta de que también era posible hacer punk/rock con "registros femeninos".
Los Ramones es el grupo musical preferido del cantante de U2.

## Grabación
«The Miracle (Of Joey Ramone)» se gestó en las sesiones de grabación de U2 con Danger Mouse en 2010. Allí cuajó la base rítmica de la batería y la guitarra, trabajando con sintetizadores. Tras la intervención de los productores Ryan Tedder y Paul Epworth, se transformó en un tema rock que recibió el nombre de "Siren" , comparando la voz de Joey Ramone con la de una sirena. La banda, junto con Epworth, perfiló la melodía y la letra final durante los dos últimos meses de grabación del álbum.